# Ibanez Iceman

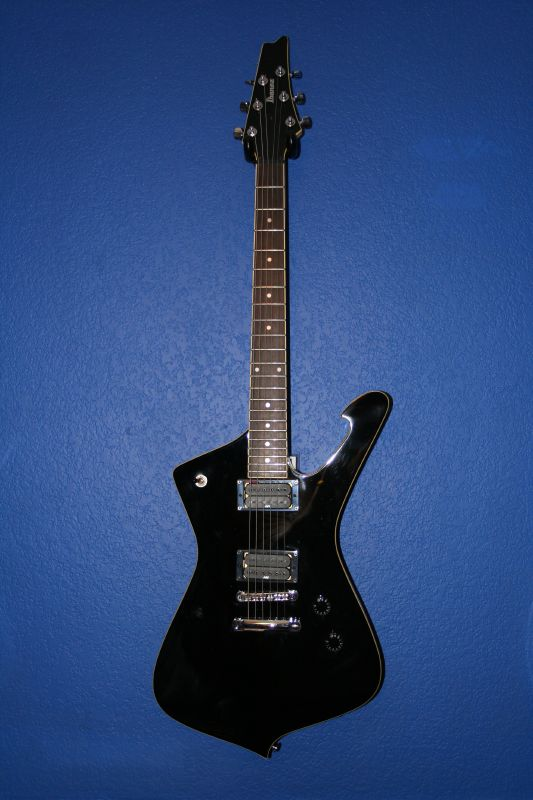
Ibanez Iceman

Die Ibanez Iceman ist ein E-Gitarren-Modell der japanischen Musikinstrumentenmarke Ibanez.
Die Iceman erschien erstmals 1976 im Ibanez-Katalog und war das erste eigene Modell der Marke. Der Erfinder der Iceman war ein bis dahin ziemlich erfolgloser Gitarrenbauer aus Japan. Allerdings wollte er für die Verwertungsrechte an seinem Patent für die Iceman kein Geld, sondern verlangte als Honorar nur das erste Serienexemplar des Modells.
Die Kopfplatte der Iceman hat eine im Umriss gänseschnabelähnliche Form, die nach einigen Modifikationen zum Markenzeichen für Ibanez-E-Gitarren wurde.
Im Jahr 1978 wurden preiswerte IC100- und IC300-Versionen ins Ibanez-Programm aufgenommen. Im selben Jahr bekam Paul Stanley, Gitarrist der Rockband Kiss sein PS-10-Signature-Modell der Iceman. Seitdem kursiert der Irrglaube, dass Paul Stanley der Erfinder der Iceman sei.
Die Iceman wurde primär von 1975 bis 1983 gebaut. Heute werden wieder einige Iceman-Modelle hergestellt, wie zum Beispiel die IC200, die IC300, die IC400, die ICT700 und die neueste IC500. Auch veränderte Iceman-Modelle werden hergestellt wie beispielsweise die icx220dx. Daron Malakian, Gitarrist der Band System of a Down und einer der berühmtesten Iceman-Benutzer, bekam von Ibanez ebenfalls ein Signature-Modell der icx, die DMM1. Ein weiterer prominenterer Iceman-Endorser ist DragonForce-Gitarrist Sam Totman, nach dem die STM-1 benannt ist. Ungewöhnlich an diesem Iceman-Modell ist der Floyd-Rose-ähnliche „Edge III“-Tremolo. Auch ist eine limitierte Sonderedition, an deren Lackierung Alien-Schöpfer HR Giger maßgeblich beteiligt war, seit einiger Zeit unter der Bezeichnung ICHRG2 erhältlich. 
Die Ibanez Iceman ist mit zwei Humbucker-Tonabnehmern der Marke DiMarzio (ICT700) und mit einem Steg mit der Bezeichnung Edge Pro Bridge ausgestattet. Die Ibanez Iceman gibt es als E-Bass und als E-Gitarre. Die Preise liegen bei einer Gitarre bei circa 500–1000 Euro und bei einem Bass bei 300–600 Euro (Stand: 2011).